# Kaye Styles
Kaye Styles, właściwie Kwasi Gyasi (ur. 8 listopada 1981 w Akrze) – belgijski raper pochodzenia ghańskiego.
W wieku 5 lat Kaye wyemigrował wraz z rodzicami z Ghany do Belgii, właśnie wtedy Kaye zainteresował się sportem i muzyką. Uprawiał koszykówkę, skateboarding i sporty zręcznościowe. Na poważnie muzyką zainteresował się w szkole średniej, rapował razem z przyjaciółmi w klubach i na prywatnych imprezach. Brał również udział w pojedynkach raperskich.
Po wielu sukcesach postanowił otworzyć własne studio, wkrótce potem podpisał umowę z firmą hip-hopową i wydał pierwszy singel. 27 lipca wystąpił w Polsce na koncercie Hity na czasie w Łodzi.

## Dyskografia

### Albumy
- True Definition Of Styles
- It Iz What Iz
- Main Event (2006)
- First Born (2008)

### Single
- „Gimme the mic”
- „Safe Sex” (feat. Laura)
- „Maria Bonita”
- „True Definition Of Styles”
- „Profile”
- „Don't Cry / I Love To Party” (& Johnny Logan)
- „Prison Break Anthem”
- „Shawty” (feat. Akon)
- „Upside Down” (feat. Young Piff)